# Alan Gara
Alan Gara (* vor 1987) ist ein US-amerikanischer Computeringenieur und Physiker. Er war Hauptarchitekt von drei Generationen von BlueGene Supercomputern bei IBM und war IBM Fellow am Thomas J. Watson Research Center.
Gara wurde 1987 in theoretischer Physik an der University of Wisconsin in Madison promoviert. Seine Dissertation war in theoretischer Experimentalteilchenphysik, er forschte aber danach in experimenteller Teilchenphysik am Fermilab (E 690 Experiment) und der Columbia University, am Superconducting Supercollider (bevor dieser eingestellt wurde) und am Large Hadron Collider des CERN. Mit der Theoriegruppe der Columbia University von Norman Christ arbeitete er am Entwurf des QCDSP Supercomputers, ein Spezialcomputer für Gittereichtheorie-Rechnungen der Quantenchromodynamik (QCD). Dafür erhielt er 1998 den Gordon Bell Award.
1999 ging er an das IBM Thomas J. Watson Research Center, wo er technischer Leiter von drei Generationen von BlueGene Rechnern war. Die erste Generation von BlueGene Maschinen (BlueGene/L) führte von November 2004 bis 2007 die Liste der schnellsten Rechner der Welt an. Es folgten BlueGene/P und BlueGene/Q. 2006 erhielt er für QCD-Rechnungen auf der BlueGene seinen zweiten Gordon Bell Award. 2009 erhielt IBM für BlueGene die National Medal of Technology and Innovation.
Danach leitete er die IBM Forschung zu Exascale Computing, wechselte aber 2011 zu Intel.
2010 erhielt er den Seymour Cray Computer Engineering Award.